# Amarant blanc

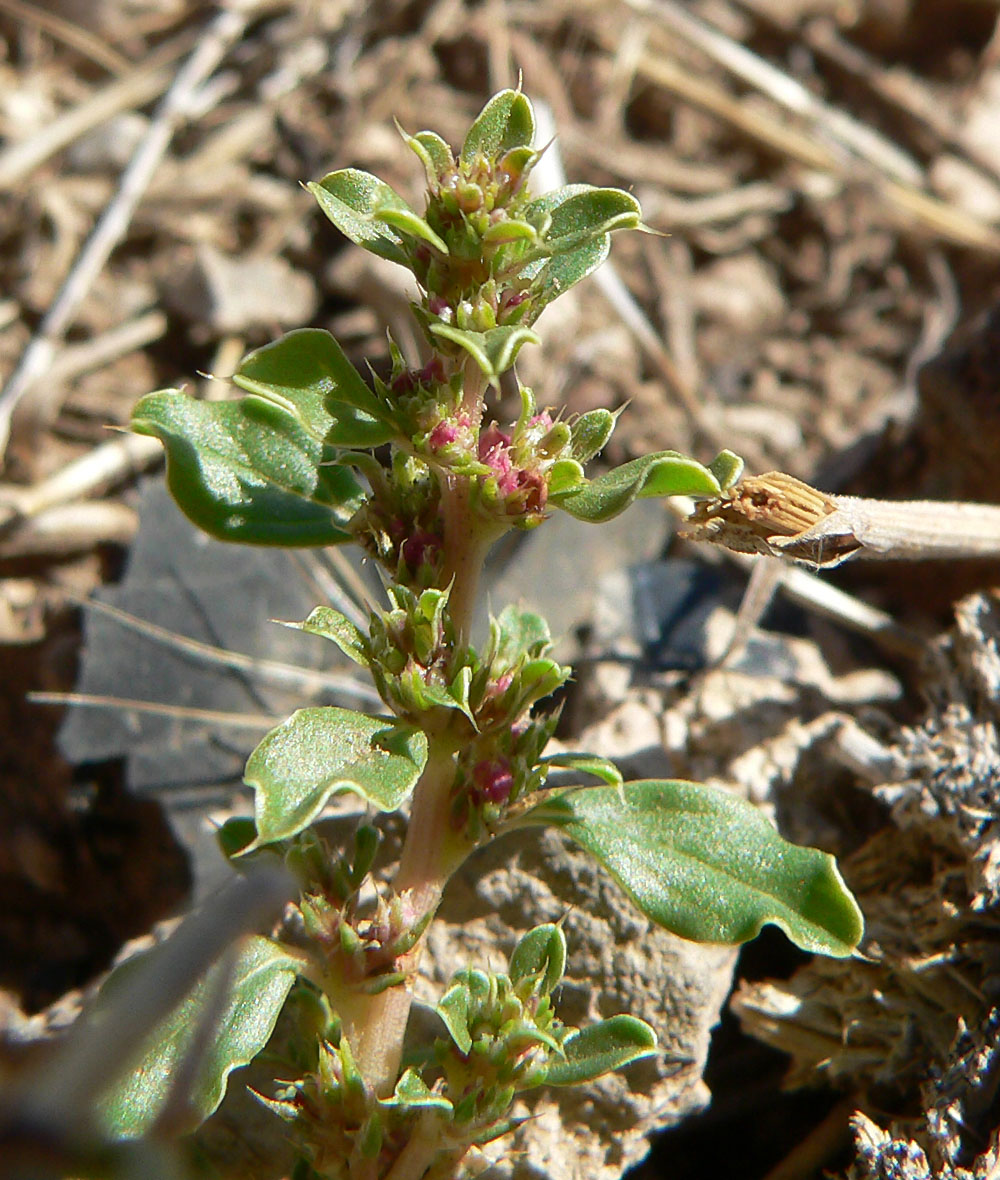
Inflorescències

L'amarant blanc (Amaranthus albus), és una espècie de planta amb flors dins la família de les amarantàcies. És originària d'Amèrica, però ha esdevingut una mala herba en diverses parts del món.
Addicionalment pot rebre els noms de blet, blet alt i blet blanc. També s'ha recollit la variant lingüística bled.

## Descripció
És una planta herbàcia anual de port erecte o postrat, que arriba a fer de 10 a 70 cm d'alt. Les seves fulles són alternes, en forma el·líptica a arcada o espatulada, peciolades, de 5 a 50 mm de longitud. És monoica. Les inflorescències són axil·lars i cimoses, envoltades de bràctees de 2 a 3,5 mm de color verd. El fruit és un pixidi. Les llavors fan 1 mm d'amplada.

## Taxonomia
L'amarant blanc va ser descrit per Rodschied ex F. Dietr. i publicat en Vollständiges Lexicon der Gärtnerei und Botanik ed. 2, 1: 196. 1824.
Etimologia
Amaranthus: és el nom del gènere i prové del grec amaranthos, que significa 'flor que no es marceix'.
Albus: és l'epítet específic llatí que significa 'blanc'.
sinònims
- Amaranthus albus var. pubescens (Uline i Bray) Fern.
- Amaranthus graecizans auct. non L.
- Amaranthus graecizans var. pubescens Uline & Bray
- Amaranthus pubescens (Uline & Bray) Rydb.[8]
- Glomeraria alba (L.) Cav.[9]
- Amaranthus gracilentus H.W.Kung
- Amaranthus littoralis Hornem.
- Amaranthus pubescens (Uline & W.L.Bray) Rydb.
- Galliaria albida Bubani[10]